# FXI Tech Cotton Candy
Cotton Candy est un ordinateur de la taille d'une clé USB ou PC-on-a-stick (signifiant PC-sur-une-clé-USB en anglais), créé par la société norvégienne FXI Tech,,,,, et présenté pour la première fois en janvier 2012.
Le système est basé sur le processeur Samsung Exynos 4210 et livré avec Google Android Ice Cream Sandwich et Ubuntu avec la collaboration de Linaro. Il possède un port USB pour y connecter des périphériques et un port HDMI afin de connecter un écran ou le connecter sur un ordinateur en USB afin d'accéder à ses fichiers en mode stockage de masse.
On pourrait le classer dans la catégorie des Nettops ou smarttop.